# 9495 Eminescu
9495 Eminescu là một tiểu hành tinh vành đai chính được đặt theo tên nhà thơ România Mihai Eminescu. Nó được phát hiện năm 1971 ở Đài thiên văn Palomar.